# Pristimantis muricatus
Pristimantis muricatus är en groddjursart som först beskrevs av Lynch och Tomoyuki Miyata 1980.  Pristimantis muricatus ingår i släktet Pristimantis och familjen Strabomantidae. IUCN kategoriserar arten globalt som sårbar. Inga underarter finns listade i Catalogue of Life.